# Église Saint-Basle de Bucy-lès-Cerny
L'église Saint-Basle de Bucy-lès-Cerny est une église située à Bucy-lès-Cerny, en France.

## Description

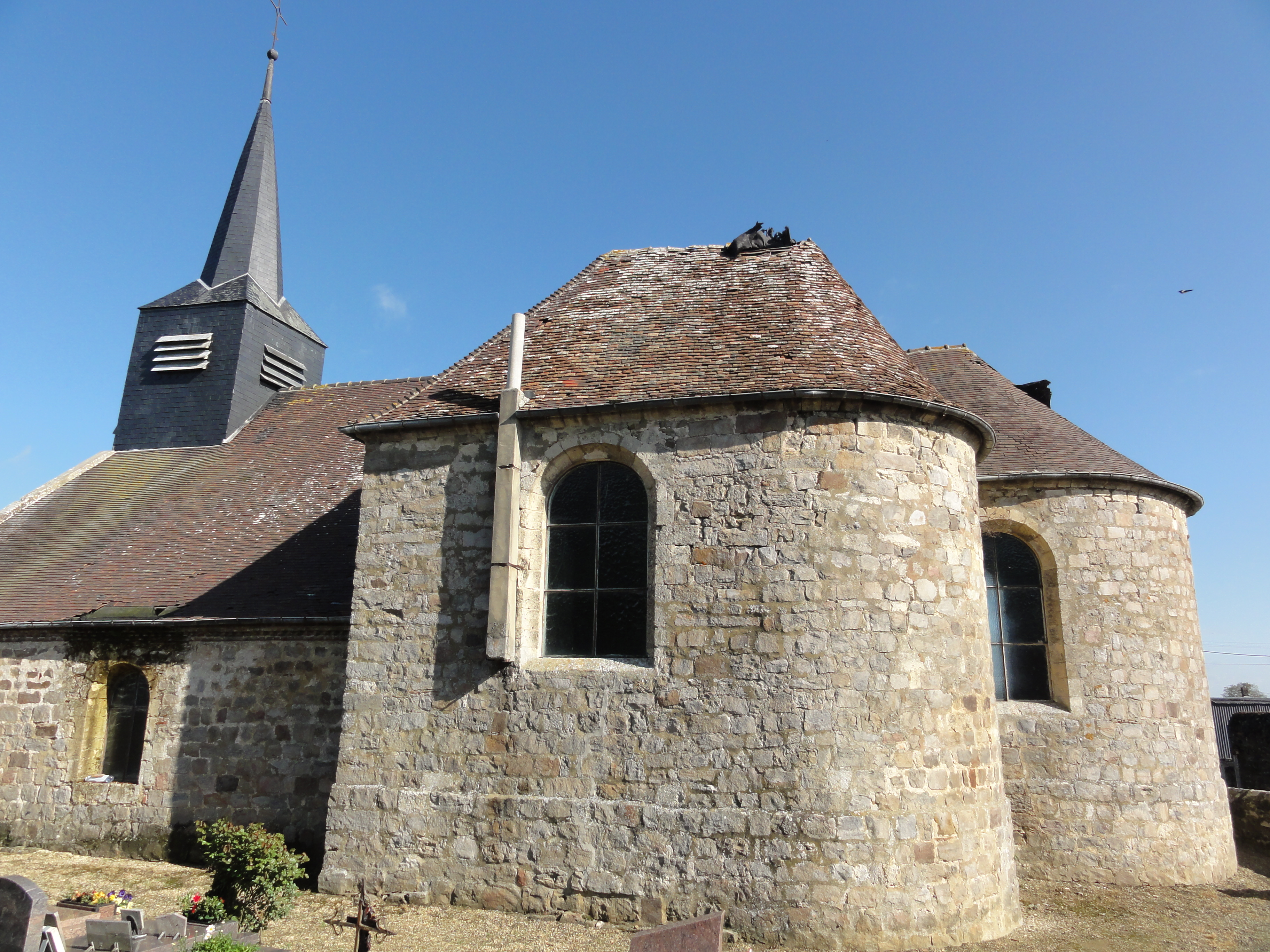
Le chevet
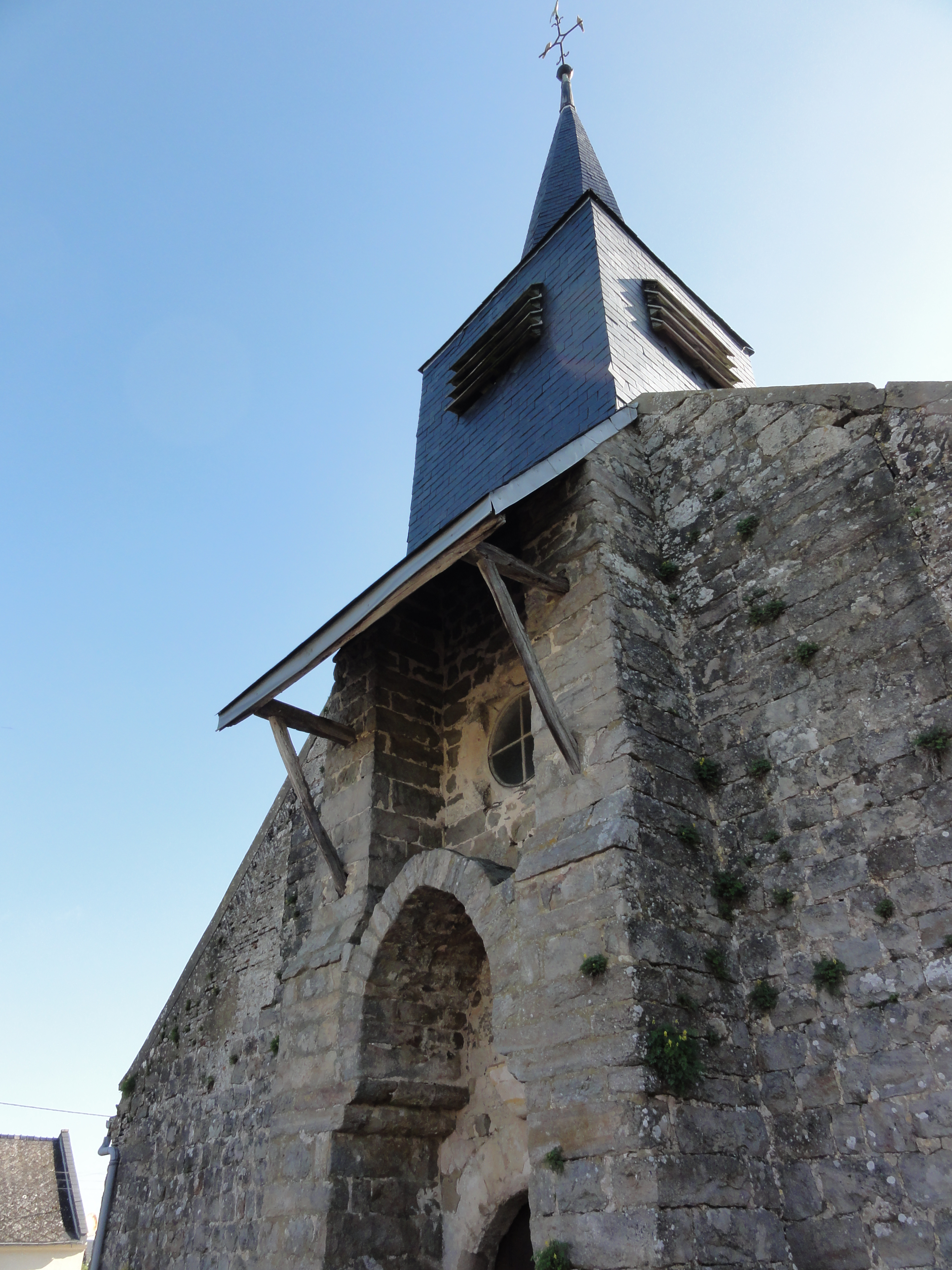
Le clocher

## Localisation
L'église est située 5 Rue de l'Église, sur la commune de Bucy-lès-Cerny, dans le département de l'Aisne.